# Тетерештій-де-Жос (комуна)
Тетерештій-де-Жос (рум. Tătărăștii de Jos) — комуна у повіті Телеорман в Румунії. До складу комуни входять такі села (дані про населення за 2002 рік):
- Лада (397 осіб)
- Негрень (607 осіб)
- Негреній-Осебіць (208 осіб)
- Негреній-де-Сус (411 осіб)
- Обирту (38 осіб)
- Слевешть (754 особи)
- Тетерештій-де-Жос (1936 осіб) — адміністративний центр комуни

Комуна розташована на відстані 73 км на захід від Бухареста, 46 км на північ від Александрії, 108 км на схід від Крайови, 146 км на південь від Брашова.

## Населення
За даними перепису населення 2002 року у комуні проживала 4351 особа.
Національний склад населення комуни:
| Національність | Кількість осіб | Відсоток |
| -------------- | -------------- | -------- |
| румуни         | 4296           | 98,7%    |
| цигани         | 55             | 1,3%     |

Рідною мовою назвали:
| Мова      | Кількість осіб | Відсоток |
| --------- | -------------- | -------- |
| румунська | 4337           | 99,7%    |
| циганська | 14             | 0,3%     |

Склад населення комуни за віросповіданням:
| Релігія       | Кількість осіб | Відсоток |
| ------------- | -------------- | -------- |
| православні   | 4294           | 98,7%    |
| адвентисти    | 47             | 1,1%     |
| бретрени      | 4              | 0,1%     |
| п'ятдесятники | 3              | 0,1%     |
| лютерани      | 2              | < 0,1%   |
| реформати     | 1              | < 0,1%   |